# Nintendo eShop
A Nintendo eShop (ニンテンドーeショップ, Nintendō e-Shoppu) é um serviço de distribuição digital de jogos eletrônicos da Nintendo, presente na Linha Nintendo 3DS, Wii U, Nintendo Switch e Nintendo Switch 2. Foi lançado inicialmente em junho de 2011, em novembro de 2012, em março de 2017 e em junho de 2025 no Nintendo 3DS, Wii U, Nintendo Switch e Nintendo Switch 2 respectivamente. É um sucessor do Wii Shop Channel e do DSi Shop.
A eShop permite realizar downloads de jogos eletrônicos, conteúdos adicionais, aplicações e demonstrações de jogos. Foi inicialmente lançado em 6 de junho de 2011 na América do Norte para Nintendo 3DS, através de uma atualização de software que adicionou a funcionalidade. Sendo também lançado junto com o console Wii U, necessitando, de uma atualização para acessa-lo, no Nintendo Switch a eShop está disponível desde o seu lançamento oficial. No Brasil, o serviço foi lançado oficialmente em 8 de dezembro de 2020 no Nintendo Switch.

## Funcionamento
A Nintendo eShop funciona como um serviço de distribuição digital sendo um dos serviços inclusos na Nintendo Network para os consoles Nintendo 3DS e Wii U, no Nintendo Switch por outro lado é necessário a criação de uma Nintendo Account para conseguir acessar o serviço, a Nintendo eShop pode ser considerada uma espécie de sucessor da Wii Shop Channel e DSi Shop ambas atuando como uma loja online de aplicativos e jogos para os consoles antigos da Nintendo ( Wii e Nintendo DSi ), é possível baixar jogos e aplicativos disponíveis na DSi Shop pela Nintendo eShop do 3DS, infelizmente para o Wii U a única forma de realizar a compra da loja do seu antecessor é entrando em uma espécie de ''Modo Wii'' do console e acessar diretamente a Wii Shop Channel para realizar as compras e downloads, é possível utilizar a mesma Nintendo Network ID dos consoles Nintendo 3DS e Wii U simultaneamente para compartilhar o saldo, histórico e atividades da conta, também é possivel visualizar os aplicativos e jogos disponíveis na eShop do Nintendo 3DS dentro da eShop do Wii U, caso sua conta na Nintendo Network esteja linkada a sua Nintendo Account é possível utilizar esta conta da Nintendo Account no Nintendo Switch e manter o saldo e dados da eShop assim como os dados, pontos e descontos do serviço My Nintendo.
Para acessar a eShop basta clicar no ícone da loja em ambos consoles ( Nintendo 3DS, Wii U e Nintendo Switch ), também é possível visualizar todo conteúdo disponível na eShop diretamente pelo site da Nintendo e quantos golden coins no My Nintendo você irá ganhar com cada jogo, é possível comprar os seus jogos diretamente neste site e o download irá ser iniciado automaticamente assim que o seu console estiver ligado ( nos consoles Wii U e Nintendo Switch o download irá ser iniciado mesmo se o console estiver desligado se a opção ''Download altomatico'' ou ''Spotpass'' estiverem ativos ).
O Nintendo Switch não utiliza o padrão da Nintendo Network com os ''NNID'' como os consoles anteriores, ele utiliza a nova Nintendo Account (Conta Nintendo), porem, se sua NNID utilizada no 3DS ou Wii U estiver linkada a sua Nintendo Account, acessando o site da Nintendo Account com sua conta é possível ''mover'' seu saldo disponível na eShop do Wii U ou 3DS para a eShop do Nintendo Switch e assim utilizar o dinheiro disponível em uma conta na outra apenas linkando sua Nintendo Network ID a Nintendo Account.
Em 22 de agosto de 2017, a Nintendo adicionou o PayPal como uma das formas opcionais de pagamento para as compras da eShop. Você pode usar o site da Nintendo eShop para comprar em qualquer plataforma, mas apenas no Nintendo Switch é possível fazer compras pelo próprio console.